# Swieqi United Football Club (féminines)
La section féminine du Swieqi United FC est un club féminin de football maltais basé à Swieqi.

## Histoire
Le club termine deuxième du championnat en 2022, puis perd la supercoupe face à Birkirkara (2-0).
Swieqi décroche le premier trophée de son histoire en 2023 en soulevant la coupe de Malte après avoir dominé Hibernians en finale (2-1). En supercoupe, les Chouettes perdent face à Birkirkara (1-2).
En 2024, Swieqi termine deuxième du championnat derrière Birkirkara. Le 8 décembre 2024, Swieqi bat Birkirkara en finale (2-1) pour s'adjuger son premier titre en supercoupe de Malte.
Swieqi soulève enfin le trophée en championnat en 2025, mettant fin au règne de Birkirkara.

## Palmarès
Championnat de Malte (1) :
- Champion en 2025

Coupe de Malte (1) :
- Vainqueur en 2023

Supercoupe de Malte (1) :
- Vainqueur en 2024